# Societas Rosicruciana in Anglia
Die Societas Rosicruciana in Anglia (abgekürzt Soc. Ros, S.R.i.A. oder SRIA) ist eine rosenkreuzerische Gesellschaft in England, deren Organisationsstruktur als Analogon der Freimaurerei gilt.
Die SRIA hat mehrere Ortslogen, sogenannte Kollegien (colleges) in mehreren Städten der Britischen Inseln, Australiens, Neuseelands, und Kanadas, sowie in Frankreich und in den Niederlanden und besteht seit 1865. Es ist der am längsten bestehende Rosenkreuzerorden der Gegenwart. Das Hauptquartier befindet sich in Stanfield Hall, Hampstead, North London. Im Jahr 2015 bestanden 88 Kollegien in 23 Provinzen.

## Geschichte
Die Rosicrucian Society of England or Brethren of the Rosy Cross, so der ursprüngliche Name, wurde im Jahre 1865 von Robert Wentworth Little gegründet und nahm nur Freimaurer ab dem 3. Grad auf. Kurz nach Gründung des Metropolitan College in London wurde auch ein schottischer Zweig ins Leben gerufen, die Societas Rosicruciana in Scotia (SRIS). Weitere Kollegien entstanden in Bristol, Manchester, Sheffield und Newcastle upon Tyne. 1878 entstand ein Zweig in Australien und 1880 entstand in den Vereinigten Staaten die Societas Rosicruciana in Civitatibus Foederatis (SRICF).
1907 kam es über der Frage nach der Aufnahme von Nichtmaurern zu einer Auseinandersetzung im amerikanischen Zweig, in deren Folge sich die Societas Rosicruciana in America abspaltete, die sich ebenfalls mit den Initialen SRIA abkürzt. Ebenfalls 1880 war ein Kollegium in Paris errichtet worden.
1880 wurde William Wynn Westcott Mitglied der SRIA und übernahm als Oberster Magus im Jahre 1891 seine Leitung.
Zusammen mit Samuel Liddell MacGregor Mathers, ebenfalls Mitglied der SRIA, gründete er den Hermetic Order of the Golden Dawn.
1902 versuchten Theodor Reuss und Leopold Engel einen deutschen Zweig der SRIA zu gründen, dieser wurde jedoch 1906 von der Zentrale für erloschen erklärt, da Reuss in das Berliner Kollegium irreguläre Maurer okkult-mystischer Hochgradsysteme aufgenommen hatte und das Kollegium zum Zentrum des von ihm geleiteten Ordo Templi Orientis umfunktioniert hatte.

## Organisation
Die SRIA orientiert sich am Rosenkreuzertum des 18. Jahrhunderts, übernahm das Gradsystem des Ordens der Gold und Rosenkreuzer und besteht organisatorisch aus drei Abteilungen mit 9 Graden:
1. Orden (Lehrlinge) mit den vier Graden: Zelator, Theoricus, Practicus und Philosophus
2. Orden (Lehrer oder Adepten) mit den drei Graden: Adeptus Minor, Adeptus Major und Adeptus Exemptus
3. Orden (Herrscher oder Magi) mit den zwei Graden: Magister und Magus (Inhaber der höchsten Führerschaft)

## Leitung und Mitglieder
Bekannte Mitglieder der SRIA waren (alphabetisch geordnet):
- William Alexander Ayton (1816–1909)
- Frederick Bligh Bond[3] (1864–1945)
- William Carpenter (1797–1874)
- Benjamin Cox[4] (1828–1895; Crux dat salutem = C.D.S. im Golden Dawn)
- Robert William Felkin[5] (1853–1926)
- Frederick Leigh Gardner (1857–1930)
- Frederick Hockley[6] (1809–1885)
- William James Hughan[7] (1841–1911)
- Hargrave Jennings (1817–1890)
- Francis George Irwin[8] (1828–1892)
- Rudyard Kipling[9] (1865–1936)
- Douglas Knoop[10] (1883–1948)
- John Heron Lepper[11] (1878–1952)
- Robert Wentworth Little[12] (1840–1878)
- Kenneth Robert Henderson Mackenzie[13] (1833–1886)
- Charles Fitzgerald Matier[14] (1880–1914)
- Samuel Liddell MacGregor Mathers[15] (1854–1918)
- Stainton Moses (1839–1892)
- Robert Palmer Thomas (Lucem Spero im Golden Dawn)
- Arthur Edward Waite[16] (1857–1942)
- William Wynn Westcott[17] (1848–1925)
- William Robert Woodman[18] (1828–1891)
- John Yarker[19] (1833–1913)

Leiter der SRIA (Supreme Magus) waren von der Gründung bis zum Jahr 2000:
- 1867–1878: Robert Wentworth Little
- 1878–1891: William Robert Woodman
- 1892–1925: William Wynn Westcott
- 1925–1939: William John Songhurst
- 1939–1956: Frank Martin Rickard
- 1956–1969: William Richard Semken
- 1969–1974: Edward Varley Kayleyn
- 1975–1979: Donald Michael Penrose
- 1979–1982: Norman Charles Stamford
- 1982–1994: Alan Glyn Davis
- 1994–2002: Robert Edwin Rowland

Der Schriftsteller Edward Bulwer-Lytton wurde am 14. Juli 1870 zum Grand Patron und Ehrenmitglied ernannt, allerdings ohne dessen Kenntnis und Zustimmung. Als Bulwer-Lytton zwei Jahre später durch eine Einladung Kenntnis von seinem Status erhielt, reagierte er ablehnend und ungehalten.
Gleichfalls zum Ehrenmitglied ernannt wurde am 24. April 1873 der französische Okkultist Éliphas Lévi. Bereits im Dezember 1861 hatte es Kontakte gegeben, als Mackenzie Lévi in Paris besuchte. Auch zwischen Bulwer-Lytton und Lévi gab es mehrfach Kontakte, denn Lévi hatte Bulwer-Lytton bei seinen Reisen nach England 1854 und 1861 besucht.

## Schriften
- The Rosicrucian. A quarterly record of the Society's transactions, with occasional notes on Freemasonry. Zeitschrift. London 1868 ff.
- Transactions of the Metropolitan College, with Abstracts of the Essays read before the College. Hgg. von William Wynn Westcott. Privatdruck, London 1886 ff.
- William Wynn Westcott: History of the Societas Rosicruciana in Anglia. Privatdruck, London 1900.
- Catalogue of the Library of the High Council of the Societas Rosicruciana in Anglia. 3 Teile. Privatdruck, London 1903.
- William Wynn Westcott: Ordinances of the Societas Rosicruciana in Anglia. Hall & Lovitt, London 1905.
- William Wynn Westcott: The Rosicrucian Society of England : a glance at the progress of the Societas Rosicruciana in Anglia, during the last fifty years. Privatdruck, ca. 1915.
- T. M. Greensill: A history of Rosicrucian thought and of the Societas Rosicruciana in Anglia. 2. Aufl. Premier Metropolis, 2003, PDF.